# Miłochna
Miłochna – forma pochodna (zdrobnienie) od staropolskich imion żeńskich rozpoczynających się na Miło-, takich jak Miłosława. Poświadczone w źródłach polskich od XIII wieku (1265 rok).